# Leo Baudiß

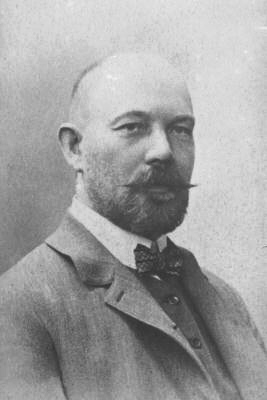
Leo Baudiß (um 1900)

Leo Baudiß, auch Leo Baudiss, (* 21. November 1861 in Prag; † 13. September 1914 in Wien) war ein österreichischer Maschinenbauingenieur und Hochschullehrer. Er war Rektor der Technischen Hochschule Wien.

## Leben
Leo Baudiß studierte von 1883 bis 1890 Maschinenbau an der Deutschen Technischen Hochschule Prag. Anschließend war er als Ingenieur bei der Prager Maschinenbau AG vormals Ruston & Co. in Prag-Lieben tätig, wo er an der Planung von Industrieanlagen, Elektrizitäts- und Wasserwerken beteiligt war und eine nach ihm benannte Steuerung für Dampfmaschinen erfand.
1900 wurde er als ordentlicher Professor des Maschinenbaues an die Deutsche Technische Hochschule in Prag berufen. 1904 wechselte er an die neu geschaffene Lehrkanzel für den Bau von Wärmekraftmaschinen der Technischen Hochschule Wien. In den Studienjahren 1906/1907 bis 1908/1909 stand er als Dekan der Maschinenbau-Abteilung vor. Im Studienjahr 1909/1910 war er gewählter Rektor der Technischen Hochschule Wien. In seine Amtszeit fiel die Einführung eines eigenen Studiengangs für Elektrotechnik. Außerdem initiierte er die Einrichtung eines Maschinenbaulabors an der Technischen Hochschule Wien.
1913 wurde er zum Hofrat ernannt. Er starb 1914 im Alter von 52 Jahren und wurde auf dem Wiener Zentralfriedhof bestattet.
1974 wurde nach ihm die Baudißgasse im 11. Wiener Gemeindebezirk Simmering benannt.

## Schriften (Auswahl)
- L. Baudiss: Beiträge zur zeichnerischen Ausmittlung von Steuerungsgetrieben. In: Polytechnisches Journal. 322, 1907, S. 417–421.
- L. Baudiss: Beiträge zur zeichnerischen Ausmittlung von Steuerungsgetrieben. In: Polytechnisches Journal. 322, 1907, S. 436–438.
- Beitrag zur Ausmittlung des Kulissenantriebs bei der Heusinger-(Walschaert-)Steuerung. In: Zeitschrift des Vereins deutscher Ingenieure, Jahrgang 1908, S. 141–144.
- Ein neues Verfahren zur Ausmittlung der Zweiexzenterkulissensteuerungen. In: Zeitschrift des Österreichischen Ingenieur- und Architekten-Vereins, Jahrgang 1910, Nr. 22.